# Партия Шамирам
Партия «Шамирам» — политическая партия женщин Армении, существовавшая в 1990-е годы.
Основана в 1995 году перед парламентскими выборами. Фактически являлась «системной оппозицией» под контролем властей, теневым куратором партии стал министр внутренних дел Армении Вано Сирадегян. В предвыборный список партии вошли в основном известные в республике женщины — деятельницы культуры, а также супруги действующих государственных деятелей.
На выборах 1995 года партия набрала 17,4 % голосов по партийным спискам, сенсационно заняв второе место, и получила 8 мандатов.
В составе фракции партии были:
- Кажоян, Джульет Суреновна
- Матевосян, Шогер Грантовна
- Петросян, Амалия Аршаковна
- Аревшатян, Заруи Рубеновна
- Бакунц, Анжела Суреновна
- Тогошвили, Нана Георгиевна
- Саркисян, Надежда Вигеновна
- Саруханян, Гаяне Жораевна

В 1999 году партия также участвовала в выборах, но заняла последнее место с 0,2 % голосов и не получила ни одного мандата.
После прихода к власти Роберта Кочаряна часть партии поддерживала нового президента, часть находилась к нему в оппозиции.
Прекратила своё существование в 2008 году.